# Turranius Gracilis
Turranius Gracilis (I. e. 150 körül) ókori római földrajzi és természettudományos író.

## Élete
Életéről semmit sem tudunk. Idősebb Plinius említése szerint földrajzi, természetrajzi és gazdasági témájú műveket alkotott, e műveket Plinius igen gyakran forrásként használta. Munkái még töredékeiben sem maradtak fenn.